# Snöanskärgården
Snöanskärgården este o arie protejată (arie specială de conservare — SAC, sit de importanță comunitară — SCI) din Suedia întinsă pe o suprafață de 5.654 ha, integral pe uscat.

## Localizare
Centrul sitului Snöanskärgården este situat la coordonatele 63°30′58″N 19°55′10″E / 63.5161°N 19.9195°E.

## Înființare
Situl Snöanskärgården a fost declarat sit de importanță comunitară în decembrie 1995 pentru a proteja 1 specie de animale. Situl a fost protejat și ca arie specială de conservare în martie 2011.

## Biodiversitate
Situată în ecoregiunile boreală și marină baltică, aria protejată conține 11 habitate naturale: Vegetație perenă pe țărmurile stâncoase, Recifuri, Faleze cu vegetație de pe coastele atlantice și baltice, Insulițe și insule mici din Baltica boreală, Păduri naturale în etape succesive primare ale suprafețelor emergente de coastă, Mlaștini turboase de tranziție și turbării mișcătoare, Golfuri mici largi și golfuri puțin adânci, Taiga vestică, Litoraluri nisipoase din Baltica boreală cu vegetație perenă, Lagune de coastă, Vegetație anuală la limita mareei.
La baza desemnării sitului se află o specie protejată de  mamifere: Halichoerus grypus.